# 델리시아스역
델리시아스역(스페인어: Delicias)은 마드리드 지하철 3호선의 역이다. 마드리드 아르간수엘라 구의 마드리드 거리 지하에 위치해 있다. 요금구역 상으로는 A구역에 속한다.
역에서 300m 이내에 세르카니아스 마드리드 노선이 다니는 똑같은 이름의 '델리시아스 역'이 있다. 다만 이 두 역은 지하보도로 바로 연결되어 있는 것은 아니다. 또 '델리시아스 역'이라는 옛 철도역이 있는데 지금은 폐쇄되었고 철도박물관으로 바뀌어 운영되고 있다.

## 역사
1949년 3월 26일 팔로스 데 라 프론테라 역과 함께 영업에 들어갔다. 개통 이후 1호선의 시종착역으로 남아 있다가 1951년 3월 1일 3호선이 레가스피 역까지 연장되면서 일반역으로 전환되었다.

## 환승 정보
역 주변에 시내버스 정류장이 세 곳 있다.
버스
- 시내버스
  - 6, 8, 19, 45, 47, 55, 59, 85, 86, 247번 노선 (주간)
  - N13, N14번 노선 (야간)

지하철과 세르카니아스
| 마드리드 지하철               | 마드리드 지하철       | 마드리드 지하철                 |
| ----------------------------- | --------------------- | ------------------------------- |
| 레가스피 비야베르데 알토      | 마드리드 지하철 3호선 | 팔로스 데 라 프론테라 몽클로아  |
| 세르카니아스 마드리드         |                       |                                 |
| 피라미데스 프린시페 피오      | C1호선                | 멘데스 알바로 아에로푸에르토 T4 |
| 피라미데스 알칼라 데 에나레스 | C7호선                | 멘데스 알바로 푸엔테 데 라 모라 |
| 피라미데스 비얄바             | C10호선               | 멘데스 알바로 아에로푸에르토 T4 |